# Histoire de la psychologie analytique
Pour un article plus général, voir psychologie analytique.
L'histoire de la psychologie analytique est intimement liée à l'œuvre du psychiatre suisse Carl Gustav Jung, qui, à partir de la psychanalyse de Sigmund Freud, a développé une psychologie dynamique, postulant un inconscient collectif et des archétypes. Jung est peu à peu rejoint par des personnalités issues pour la plupart du monde médical, psychanalytique ou psychiatrique, qui élaborent ainsi une littérature abondante et diversifiée.

## Genèse de la psychologie analytique

### Les débuts: l'«école de Zurich» et la période psychanalytique
Jung commence sa carrière comme psychiatre à la clinique psychiatrique universitaire de Zurich surnommé le Burghölzli en 1900. C'est dans cet hôpital universitaire, sous la direction d'Eugen Bleuler qu'il va, petit à petit, constituer sa nouvelle approche. Tout d'abord il amasse une somme importante de rêves et de délires de patients. Il met au point une méthode tenant de la psychanalyse, fondée sur l'échange verbal et sur l'étude des manifestations inconscientes ainsi que sur le transfert. Refusant l'hypnose comme Freud, Jung développe une approche amplificatrice des symboles oniriques, ce qui le distingue du fondateur de la psychanalyse. Enfin, il décrit un appareil psychique différent de la topique freudienne, notamment par l'hypothèse d'un inconscient collectif, qu'il conceptualise à la suite de l'étude des délires de son patient Emil Schwyzer. Au début, Jung définit cette méthode comme une observation des profondeurs psychiques, empruntant à son mentor Eugen Bleuler le nom de « psychologie des profondeurs » ou (« Tiefenpsychologie » en allemand). Son versant expérimental, datant de ses travaux avec Franz Riklin, tente d'approcher les complexes grâce à la méthode dite des associations de mots. Il travaille aussi avec le psychanalyste Ludwig Binswanger. Dès ces années, Jung considère que l'inconscient est formé en partie d'éléments psychiques autonomes, souvent personnifiés et qui influencent le conscient. Il se démarque dès lors de la doctrine des pulsions de Freud. Jung parle à ce moment de « psychologie des complexes ».

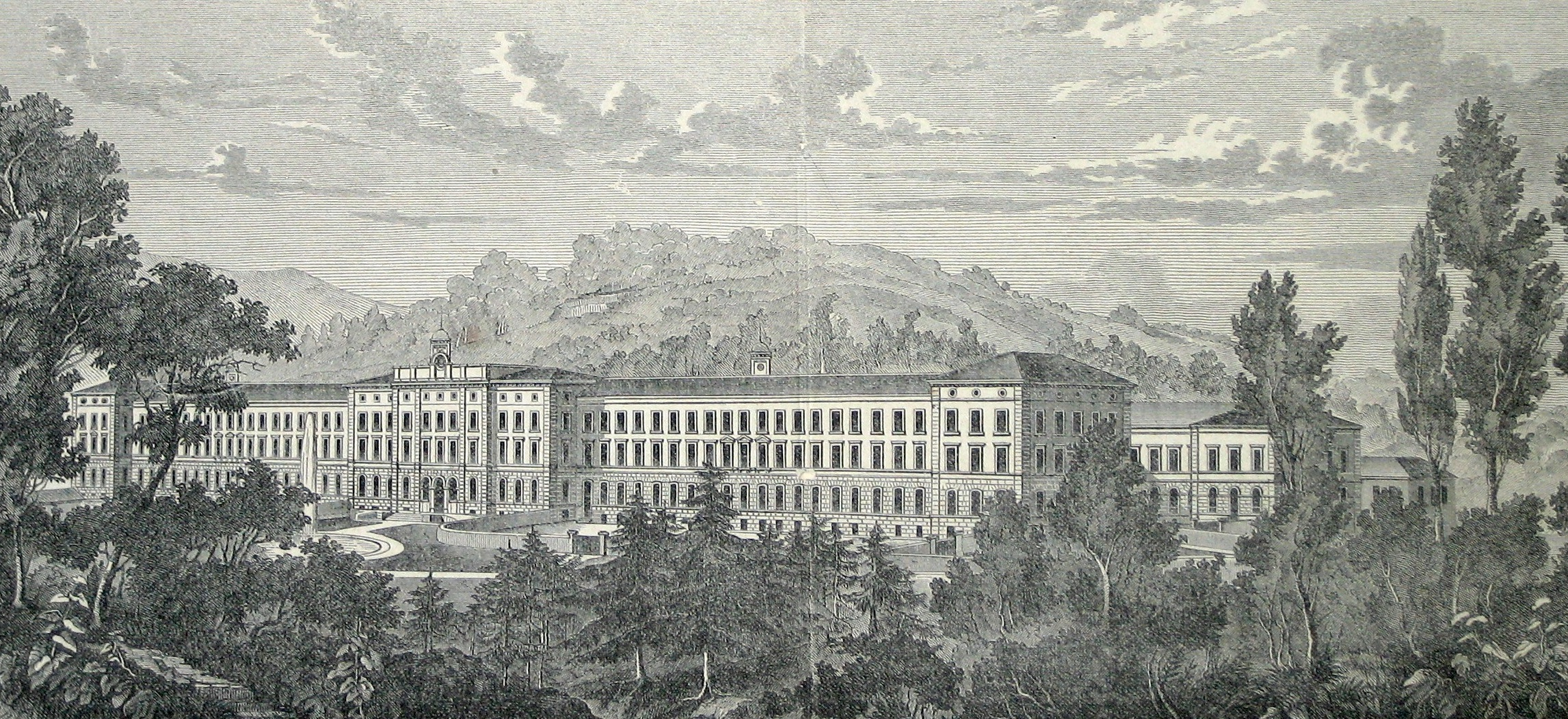
La clinique psychiatrique du Burghölzli vers 1890.

C'est en tant que pionnier de la psychanalyse, et « dauphin » de Freud, que Jung vaut d'être considéré comme le père de la psychologie analytique. C'est en effet à la suite d'une longue collaboration avec la psychanalyse de Freud, de 1909 à 1913, qu'il peut développer ses concepts et approcher la structure de l'inconscient. Ainsi, en 1910 l'Association Internationale de Psychologie Analytique (« API ») est créée et Jung en est son premier président, et ce jusqu'en 1914. Ainsi, dès les débuts de la psychanalyse, l'école de Zurich de Bleuler et Jung forme « un noyau de troupe combattant pour la reconnaissance de la psychanalyse ». Publiant des Jahrbuch (« annales ») et accompagnant Freud lors de ses allocutions, il se démarque néanmoins rapidement de l'orthodoxie psychanalytique. Ainsi, en 1906, Jung publie sa Psychologie de la démence précoce dans lequel il utilise la psychanalyse mais où pointe déjà sa vision divergente de la libido. Cependant Freud signale cet ouvrage comme étant l'un des points d'aboutissement, avec celui de Bleuler sur la schizophrénie, de l'école de Zurich. Aux États-Unis, grâce à ses recherches sur les associations surtout, et à la suite de son allocution à l'université Clark à Worcester, en 1908, Jung est davantage connu que Freud. L'année 1907 marque l'apogée des contributions de l'école suisse à la psychanalyse de Vienne.
C'est cependant un ouvrage de Jung qui va provoquer sa rupture avec la psychanalyse et précipiter la création de la psychologie analytique. Jung rencontre en 1912 « Miss Miller », portée à sa connaissance par les travaux de Théodore Flournoy, et dont le cas névrotique étaye davantage sa théorie de l'inconscient collectif. L'étude de ses visions lui procure les matériaux nécessaires pour fonder son raisonnement, qu'il développe dans l'ouvrage Métamorphoses de l'âme et ses symboles. Freud parle alors d'« hérésie »,. Jung est officiellement banni dès le mois d'août 1912. Dès lors, le mouvement psychanalytique se divise en deux obédiences : les partisans de Freud d'un côté, avec Karl Abraham (qui écrit une critique de Jung) et Ernest Jones en défenseurs de l'orthodoxie freudienne, et ceux de Jung de l'autre, dont Leonhard Seif, Franz Riklin, Johan Van Ophuijsen, Alphonse Maeder.

### Rupture avec Freud et fondation de la psychologie analytique
Ce n'est qu'après avoir rompu avec Freud, en 1914, que Jung donne à sa démarche le nom de « psychologie analytique » parce qu'elle se propose d'analyser et d'identifier les phénomènes psychiques de la psyché. Les ouvrages de vulgarisation la feront connaître sous le nom de « psychologie jungienne » car elle doit en effet beaucoup à C. G. Jung, terme qui sera repris par ses successeurs, pour la différencier davantage sur la scène publique de celle de Freud, qui l'a toujours ignorée. Le docteur Ernst Bernhard, jungien italien, la nomme par ailleurs la « psychologie individuative » mais Jung préfère parler soit de psychologie analytique, soit, dans ses derniers travaux, de « psychologie complexe »,. Frieda Fordham explique néanmoins que la formule « psychologie complexe » s'emploie plus volontiers actuellement, celle de « psychologie analytique » prêtant à confusion avec l'approche du psychologue George Frederick Stout qui est le premier à l'employer en 1886.
Jung définit précisément la psychologie analytique dès août 1913 au XVIIe Congrès International de Médecine organisé à Londres, lors d'une conférence intitulée General Aspects of Psychoanalysis. Il y présente cette « nouvelle science psychologique » comme née de la « technique analytique », la distinguant de la psychanalyse de Freud et de la psychologie des profondeurs d'Eugen Bleuler. Jung y suggère également de libérer la théorie psychanalytique de son « point de vue exclusivement sexuel » en se focalisant sur un nouveau point de vue énergétique, se fondant sur Henri Bergson et sur le pragmatisme de William James pour son approche épistémologique. Mais ce n'est qu'en 1914, après sa démission de l'Association internationale de psychanalyse que Jung organise autour de lui un groupe de médecins qui rejettent comme lui l'École de Vienne. Ces derniers constituent donc l'École de psychanalyse de Zurich. Jung en partage la direction avec Alphonse Maeder qui apporte à la conception des rêves comme compensation psychique une fonction prospective, orientée par la nécessité d'accomplir le développement du sujet. Franz Riklin est quant à lui également affilié à Jung. En 1916 ce dernier publie simultanément une série d'articles à New York et Londres, écrits durant les quatorze dernières précédentes et intitulée Collected Papers on Analytical Psychology. La préface de cet ouvrage constitue un véritable manifeste de ce courant, dans lequel Jung précise ses postulats de travail. Selon Charles Baudouin, « vers la fin de la guerre, Jung est en possession de toutes ses idées directrices », notamment les types psychologiques et les archétypes.
Jung conserve ainsi son obédience à la théorie psychanalytique, disant, dès les débuts de son schisme, qu'il emprunte à la fois à Freud et à Alfred Adler (et sa théorie de la volonté de puissance), pour en faire une synthèse. Sa terminologie change néanmoins suivant le point de vue adopté dans ses investigations. Sa démarche n'est plus exclusivement sexuelle et la valeur du symbole se détourne de l'orientation freudienne, enfin, la méthode synthétique et prospective est privilégiée. Néanmoins la création de la psychologie analytique n'est pas quelque chose de consciemment recherché, Jung évoluant dès 1914 et jusqu'en 1918 dans une phase de régression et de « dépression créatrice » qui lui permet de se confronter à l'inconscient. Sa façon de diriger la cure analytique s'en ressent ; il cherche alors chez ses patients les éléments de leurs « mythes personnels » et donne là les premiers signes d'une future théorie cohérente et distincte de celle de Freud et qu'il appelle à cette époque alternativement « psychologie analytique » ou « psychologie prospective ». Jung constitue autour de lui et de sa femme Emma Jung un cercle de partisans constitué d'Eugène Bleuler, de Franz Riklin (auteur d'une volumineuse étude sur la symbolique dans les contes intitulée  Wunscherfüllung und Symbolik im Märchen en 1908), d'Alphonse Maeder (qui permet également la diffusion de la psychanalyse en France), d'Adolf Keller, de Toni Wolff, d'Hans Trüb et d'Herbert Oczeret. Jung réunit également chez lui des sommités du monde intellectuel comme le chimiste Eduard Fierz, ainsi que le mystique juif Siegmund Hurwitz. Contrairement à la psychanalyse de Freud, la psychologie jungienne n'a de cesse de chercher à étendre son système à d'autres disciplines.
Jung et ses partisans fondent donc le Club psychologique de Zurich, qui réunit nombre de personnes différentes et qui devient l'Association de Psychologie Analytique le 30 octobre 1914 et dont Jung est le premier président. Cette association a pour but avoué de promouvoir les théories de Jung et rassemble la plupart des analystes zurichois qui ont rompu avec Freud. Elle suit néanmoins les principes de l'école suisse de psychanalyse, mais on s'y intéresse davantage aux moyens d'aider les gens « à améliorer leurs capacités d'adaptation à la vie ». À ce moment-là de sa vie, Jung est considéré comme le seul théoricien analytique capable de rivaliser avec l'homme de Vienne,, d'autant plus que la psychologie analytique s'implante aux États-Unis, avec les analystes Kristine Mann et Eleanor Bertine et en Angleterre, avec Mary Esther Harding, qui fonde en 1922 le Club Psychanalytique de Londres. Par ailleurs, le docteur Helton Godwin Baynes traduit les œuvres de Jung en langue anglaise. Au Club de Zurich, certaines dissensions aboutissent néanmoins à des départs, avec le cercle des fidèles de Jung d'une part et le cercle de Riklin d'autre part. Oskar Pfister notamment dénonce le culte de la personnalité autour de Jung.

### L'institut C. G. Jung et le «groupe de Munich»
En 1925, à Zurich, a lieu la première conférence de l'Association de Psychologie Analytique intitulée « Psychologie analytique », au cours de laquelle Jung donne une histoire de sa pensée, revenant aussi sur ce qu'il nomme « les années Freud ». Dès lors, Jung s'entoure d'hommes et de femmes qui le suivront jusqu'à la fin de sa vie. Aniéla Jaffé est d'abord secrétaire de l'Institut à partir de 1947 avant de devenir sa secrétaire personnelle à partir de 1955 et jusque dans ses dernières années. Barbara Hannah est sa continuatrice aux États-Unis alors que James Kirsch, Carl Alfred Meier, seul analyste qualifié par Jung de « disciple et de dauphin », et Jolande Jacobi (qui passe son doctorat de psychologie dans le seul espoir de l'aider dans son travail) le représentent en Europe. Jung fait aussi la connaissance en 1933 de celle qui sera sa continuatrice principale, Marie Louise von Franz. Cependant, la psychologie analytique va connaître dès 1933, lorsque Jung remplace Ernst Kretschmer à la présidence de Société Internationale de Psychothérapie, alors récupérée par les nazis, sa période la plus trouble. Son critique principal, Richard Noll argue que Jung est alors, de sa volonté même, « Reichsführer » de la psychothérapie en Allemagne, souhaitant contrôler la société freudienne de psychanalyse. Jung quitte la présidence en 1940 non sans avoir empêché que des concepts de la psychologie analytique, comme celui d'inconscient collectif, n'aient été récupérés à des fins de propagande idéologique.
En 1935, devant le succès des ralliements, le Club psychologique devient une association professionnelle, la Scweirzerische Gesellschaft für praktische Psychologie, groupant médecins et psychologues autour de Jung. Depuis 1933 existe également le cercle d'Eranos (ou journées d'Eranos) à l'instigation d'une admiratrice de Jung, Olga Froebe-Kapteyn. Il s'agit d'un rendez-vous de spécialistes de disciplines diverses, à Ascona, en Suisse italienne, autour de l'étude du symbolisme et qui s'impose rapidement comme un lieu d'humanisme. Eranos concerne au début nombre d'analystes jungiens, mais également des personnalités scientifiques comme Mircea Eliade ou Paul Radin. Olga Fröbe-Kapteyn fonde également l'« ARAS », pour Archive for Research in Archetypal Symbolism, une entreprise de catalogage des symboles, images de rêves, et autres manifestations des archétypes à travers les âges et les cultures en 1933.
En 1948 Jung rédige les statuts de fondation d'un institut destiné à faire se rencontrer des éminents spécialistes de diverses disciplines, dans une orientation commune, celle de la psychologie analytique. Il y enseigne jusqu'à sa mort et guide toute une génération d'étudiants qui poursuivent ses recherches. Carl Alfred Meier en est le premier président et, depuis le 26 juillet 1955, date du 80e anniversaire de Jung, l'AIPA, qui siège à Zurich, rassemble toutes les sociétés jungiennes du monde. Un Kuratorium est également créé, dont Jung est le président, épaulé par Medard Boss. L'institut publie régulièrement des Études qui hissent la psychologie analytique au rang de théorie psychologie de premier ordre. Le premier volume est signé du Pr Carl Alfred Meier et est consacré aux incubations et aux symboles de la guérison dans les rêves. L'étude compte également les travaux d'Hans Schaer sur les « Représentations du salut », ceux de Gerhard P. Zacharias, de Siegmund Hurwitz ou d'Edgar Herzog, auteur de Psyche und Tod, lié aux thèmes oniriques de la mort. Des ouvrages écrits en coopération apparaissent également, ainsi celui de Marie Louise von Franz et d'Emma Jung sur La Légende du Graal (1961).

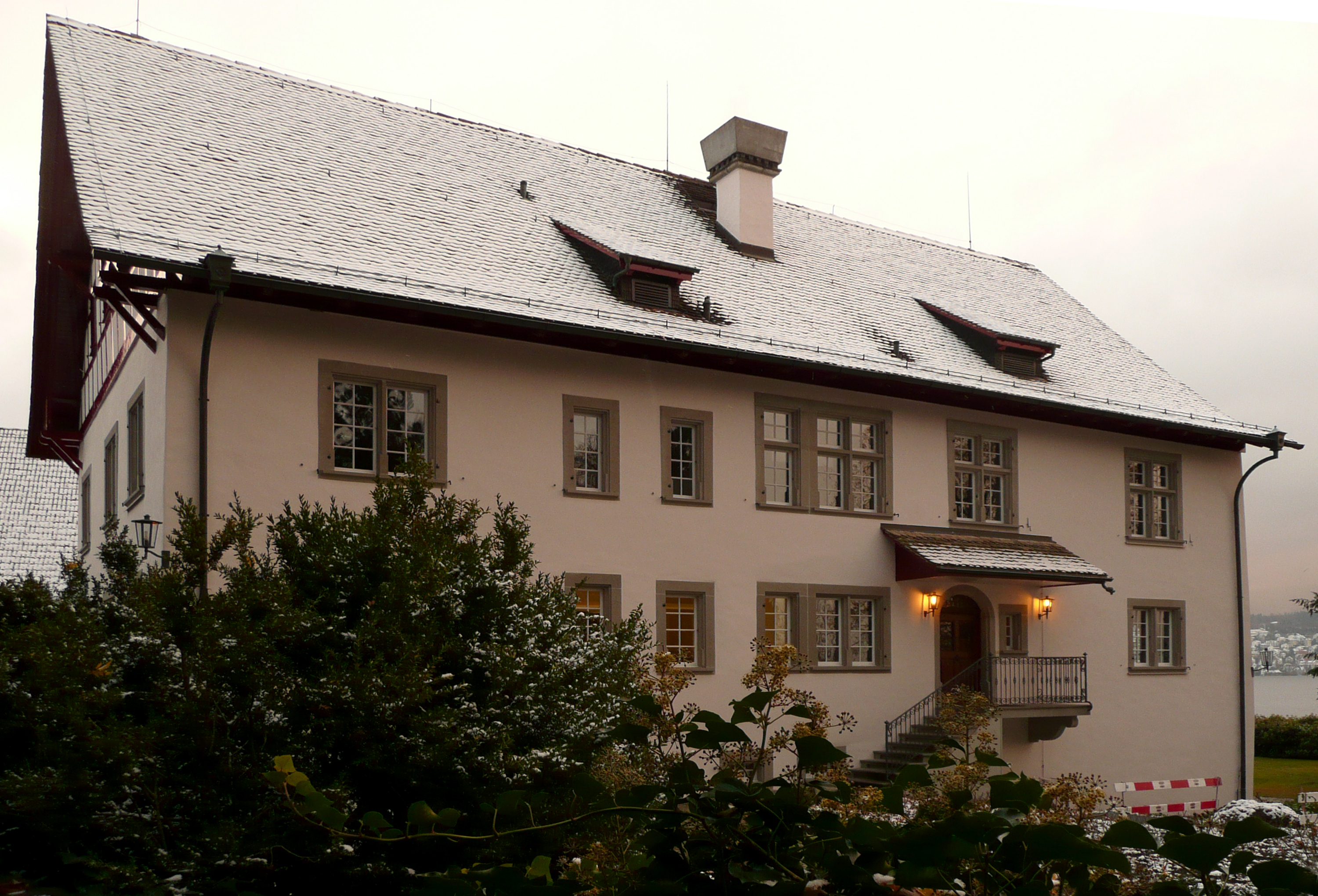
Une vue de la maison abritant l'Institut C. G. Jung à Küsnacht.

Le groupe de Munich est, après celui de Zurich, le plus prolifique, en particulier après la Seconde Guerre mondiale. Il publie, en deux volumes, une étude dense intitulée Reich der Seele (Royaume de l'âme en français) et animée par le Dr Gustav Richard Heyer et le Pr Friedrich Seifert. Ils y examinent l'imagerie de la psyché à travers les âges et les civilisations. Heyer traite également de l'aspect thérapeutique, en s'attachant à montrer que le masochisme peut être résolu par une approche non sexualiste mais tenant du collectif. Selon lui, la sexualité peut elle aussi signifier autre chose qu'elle-même, en cela elle ne peut être, comme chez Freud, le seul niveau de lecture des psychopathologies. L'étude rassemble d'autres jungiens se concentrant davantage sur l'anthropologie tels Hilde Supan-Schwerdt qui distingue deux psychismes, l'un spirituel et l'autre matériel ou l'indianiste et ami de longue date de Jung, Heinrich Zimmer. Ce dernier décrypte l'imagerie liée à l'inconscient dans la religion indienne et établit un parallèle entre la figure du gourou et celle de l'analyste européen. Le groupe de Munich compte également S. Strauss-Kloebe, M. von Hornstein, E. Weippert ou Lucy Heyer.

### Internationalisation de la psychologie analytique et principaux continuateurs de Jung
L'histoire de la psychologie analytique a eu très tôt des échos dans les pays anglo-saxons. Nombre de patients de Jung étaient en effet des Américains ou des Britanniques, qui fondèrent par la suite des institutions dans leurs pays respectifs. Il y eut également des analystes en URSS, à l'insu du pouvoir. Cependant, d'autres pays ont accueilli la théorie jungienne, malgré l'ancrage de la psychanalyse de Freud dans les cercles universitaires comme l'Allemagne ou l'Italie pour les plus importants. « Dans certains pays, comme l'Italie, la psychologie analytique reste même, pendant des années, la seule forme de psychanalyse connue, sans doute parce que l'intérêt de Jung pour le phénomène religieux rend ses théories plus admissibles » dans un pays catholique. Des universités américaines offrent aujourd'hui des cours et des formations à la démarche jungienne comme la Pacifica Graduate Institute, en Californie. Sur le modèle de L'Institut C. G. Jung de Zurich où le psychiatre suisse a officié, se sont également créés des instituts de formation à l'analyse et de recherches comme le C. G. Jung Institute of New York. Existent également des Instituts locaux, à Los Angeles, San Francisco et Chicago.
Selon Christian Delacampagne l'école jungienne a évolué dans deux directions : en France, au Royaume-Uni et aux États-Unis une partie de ses membres l'ont professionnalisé au sein d'organisations structurées, une autre partie, depuis, a tenté de la prolonger, revendiquant son influence orientale et son art de vivre, proche de la mouvance New Age. La Société suisse de psychologie analytique, constituée à Zurich le 17 août 1957, est ainsi la première à se définir comme strictement réservée aux praticiens de l'analyse. Son premier président est Kurt Binswanger, à qui succède Fierz-Monnier en 1961. Sur son modèle, nombre de sociétés professionnelles vont apparaître dans différents pays au point de se regrouper, en 1958, sous l'autorité d'une Société internationale de psychologie analytique dont le premier président est Robert Moody, suivi par Franz Riklin. L'autre branche donnera naissance à divers courants de développement personnel ou de pratiques alternatives proches du syncrétisme spiritualiste.
Après la création d'instituts et d'associations de recherche en psychologie analytique, l'organisation de congrès réguliers, un certain nombre d'auteurs vont émerger, poursuivant les travaux de Jung et en en développant la portée dans le domaine de la médecine et de la psychiatrie surtout. L'étude des psychoses, initiée par Jung et Bleuler, est synthétisée par M. Schehaye. Mary Esther Harding poursuit l'étude des symboles du Soi (Journal into Selft, 1956), Erich Neumann s'intéresse à l'influence du génétique, H. K. Fierz-Monnier se concentre sur la signification clinique des types jungiens, Renée Brand étudie le phénomène de transfert analytique et Albert Jung analyse la réalisation de soi. L'examen des rêves d'enfant selon la conception culturelle de Jung va également entrer en psychiatrie grâce à plusieurs figures : Michael Fordham, W. Zublin, Robert Moody (sur la fonction du contre-transfert) et A. Plaut.
Dès le début de la psychologie analytique, l'Allemagne fut réceptive aux apports de Jung, en raison de son activité à Zurich et du fait qu'il était germanophone. L'Institut de Stuttgart notamment propose des formations théoriques, ainsi que l'Institut de Munich et de Köln. En Suisse, l'Institut de Küsnacht est le premier à s'établir en 1948. Il existe par ailleurs le Deutsche Gesellschaft für Analytische Psychologie de Stuttgart. Enfin l'Institut de Zurich est parmi les plus reconnus au monde et en Suisse, à tel point que la très réputé Klinik am Zurichberg permet aux étudiants jungiens d'appliquer la psychologie analytique à des patients hospitalisés. En Italie, une seule organisation existe : la Associazione Italiana di Psicologia Analitica, implantée à Rome, Florence, Milan et Naples, et à laquelle sont rattachés des analystes jungiens italiens de renom parmi lesquels Ernst Bernhard, Mario Trevi, Aldo Carotenuto et Silvia Montefoschi.
Historiquement, en dépit de trois personnalités d'importance, Henri Corbin, Gilles Quispel et Élie Humbert, la France fut en retard dans la découverte des travaux de Jung. La Société française de psychologie analytique fut fondée en 1969. De nombreuses associations existent également : le Groupe d'Études C. G. Jung, Les Cahiers jungiens de psychanalyse qui éditent des études de spécialistes jungiens, et le Cercle Francophone de Recherche et d'Information C. G. Jung, présidé par Michel Cazenave et qui possède une université. En Belgique, il existe une École belge de psychanalyse jungienne à Bruxelles aux côtés d'une Société belge de psychologie analytique. Au Canada, il existe une Association of Jungian Analysts basée en Ontario ; au Brésil une Associação Junguiana do Brasil ; en Colombie, les Amigos de Jung ; en Argentine, la Fundacion de Psicologia Analitica de la Republica Argentina ainsi que le Groupe Jung de Buenos Aires ; en Suède, le CJP Center for Jungian Psychology ; en Israël, la new Israeli Jungian Society d'Eward F. Edinger, contemporain de Jung.
Les analystes jungiens vont non seulement propager la psychothérapie analytique mais également poursuivre les travaux de Jung sur les rêves, les archétypes et sur certains concepts comme la synchronicité ou la symbolique des nombres. Marie Louise von Franz est ainsi la principale continuatrice de Jung. Reliant l'alchimie, les mathématiques et les contes de fées à l'analyse jungienne, elle étend sa méthode et publie aussi la plupart des manuscrits inachevés de Jung. Les analystes actuels, James Hillman, John Beebe, Anthony Steven ou Clifford Mayes, ont véritablement assimilé, puis approfondi la psychologie analytique de Jung.

## Personnalités de la psychologie analytique par domaine et œuvres principales

### Psychiatrie et psychologie
1. Carl Gustav Jung  - Fondateur de la théorie.
2. Barbara Hannah (1891-1986) est, après Aniella Jaffé, la biographe de Jung avec C. G. Jung, sa vie et son œuvre et Rencontres avec l'âme. L'imagination active selon C.G. Jung.
3. Carl Alfred Meier - Premier président du C.G. Jung Institute de Zurich
4. Herbert Silberer - Un précurseur aux travaux de C.G. Jung
5. Alfred Adler- Un des trois pères fondateurs de la psychologie des profondeurs.
6. Marie-Louise Von Franz (1915-1999) étudie le monde intérieur et la psyché humaine dans : La Femme dans les contes de fées, L'ombre et le mal dans les contes de fées, etc. Elle approfondit la pensée de Jung en rapprochant la psychologie et les mathématiques : Nombre et Temps. Assistante de Jung dès 1933, elle l'aide à traduire, grâce à ses connaissances philologiques et linguistiques, des traités d'alchimie. Elle poursuit donc la réflexion de Jung dans ce domaine avec notamment l'ouvrage Aurora consurgens, Alchimie : une introduction au symbolisme et à la psychologie. Elle fait partie des fondateurs historiques de la psychologie analytique.
7. Sabina Spielrein - Elle inventa la notion de pulsion destructive et sadique, dont Freud s'inspira pour créer sa théorie de la pulsion de mort.
8. Michael Fordham - Il laissa derrière lui une œuvre importante, dont une théorie du développement du nourrisson.
9. Erich Neumann
10. Charles Baudouin
11. James Hillman -  Il se désigne lui-même comme analyste Jungien, et va radicaliser la psychologie Jungienne ou Psychologie analytique. Pour cette raison sa psychologie est qualifiée d'archétypale
12. John Beebe- Membre éminent du Institut C. G. Jung de San Francisco
13. Medard Boss
14. Guy Corneau
15. Pierre Daco
16. Avis M. Dry -  (Née en 1922 - Morte le 26 janvier 2007). Apport critique et défense scientifique des travaux de Jung.
17. Stanislav Grof
18. Anthony Stevens
19. Paul Radin - était un anthropologue américain. Créateur du concept de Trickster (littéralement « farceur »), petit personnage mythique présent dans toutes les cultures.
20. Michel Cazenave est un philosophe et écrivain français et coordonnateur de programmes sur France Culture ou il anime actuellement l'émission "Des vivants et des dieux", le samedi en fin de soirée.
21. Étienne Perrot (mort en 1996), en France, s'attache lui davantage à la relation entre l'imaginaire alchimique et les données psychologiques : La Voie de la transformation d'après C-G Jung et l'alchimie, Les Trois Pommes d'or. Ses connaissances érudites lui permettent de faire constamment des parallèles entre l'imaginaire, les arts, la littérature et le monde social. Avec sa femme, Francine Saint René Taillandier-Perrot, il a élaboré avec Marie-Louise Von Franz la version française de ses écrits sur les contes de fées : L'Âne d'or. Interprétation du conte d'Apulée, Les Mythes de création, Les Modèles archétypiques dans les contes de fées notamment. Ils ont ainsi permis la diffusion de la psychologie analytique en France au moyen de la maison d'édition La Fontaine de Pierre.
22. Silvia Montefoschi - (Rome 1926 - Zurich 2011) avec Ernst Bernhard est fondateur de la «Association italienne pour la psychologie analytique» (1962) et auteur de "Carl Gustav Jung un pensiero in divenire"(1985). La psychanalyste italienne a étendu le concept de l'inconscient collectif de Jung dans l'inconscient universel.
23. Ernst Bernhard (Berlin, 1896 – Rome, 1965) élève de Sigmund Freud et ensuite de Carl Gustav Jung est considéré le père de la psychanalyse italienne d'orientation jungienne.

### Développement sur les études du comportement
1. John Beebe - Étude sur le type psychologique et vues avant gardistes sur l'homosexualité.
2. Antoni Kępiński - Cofondateur de la socionique.
3. Aushra Augustinavichute - (en lituanien Aušra augustinavičiūtė), née le 4 avril 1927 et  décédée le 19 août 2005 était une socioniste.
4. Isabel Briggs Myers (1897-1979)
5. Katherine Cook Briggs

### Développement en éducation et pédagogie
1. Clifford Mayes, Psychologue et universitaire. Il s'est fait connaître pour avoir posé les bases d'une théorie pédagogique basée sur les travaux de Carl Gustav Jung : l'archetypal pedagogy. Ouvrage : Jung and education : elements of an archetypal pedagogy, ed. Rowman & Littlefield, 2005
2. René Barbier, Universitaire et chercheur en sciences de l'éducation René Barbier

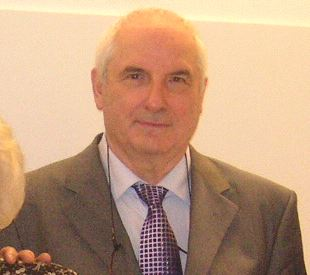
René Barbier

3. Patrick Estrade est psychologue et pédagogue jungien. Il s'est connaitre dans les années 1980 pour avoir développé une approche autour du concept d'école de la vie et d'être aller jusqu'à envisager la réalisation d'une structure expérimentale.
4. Carole Sédillot est pédagogue jungienne. Fondatrice d'un centre de recherche sur le symbolisme.
5. Jean-Daniel Rohart est professeur dans l'enseignement public français et pédagogue jungien. Il a produit de nombreux écrits sur les approches jungiennes possibles au sein de l'éducation nationale.
6. Joëlle Macrez-Maurel est docteur en sciences de l’éducation et pédagogue jungien. Elle s'est fait connaître pour avoir développé le concept d'autorisation noétique dans le cadre des sciences de l'éducation.

### Développement en littérature
1. Annick de Souzenelle, écrivain jungien
2. Clarissa Pinkola Estés, écrivain jungien, elle a développé particulièrement l'archétype de la femme sauvage.
3. Kristine Mann, écrivain jungien
4. Thomas Moore, écrivain jungien, auteur du best-seller Le soin de l'âme
5. Clifton Snider, écrivain jungien
6. Hal Stone, écrivain jungien
7. Robert McKee, scénariste de films, fonde sa méthode d'écriture de scénarios, dans Story, sur la structure archétypique
8. Ursula K. Le Guin s'inspire des concepts jungiens relatifs à l'initiation dans Terremer
9. Frédérique Tristan a été responsable de la traduction et de la publication des œuvres de Jung en France; écrivain, il a aussi écrit un roman d'apprentissage fondé sur l'alchimie: Les Tribulations héroïques de Balthasar Kober[12].

### Développement en psychothérapie
1. Guy Corneau est un psychothérapeute jungien et auteur né au Québec.
2. Susanna McMahon
3. Thomas Moore, psychothérapeute et auteur à succès nord américain.
4. Sidra Stone, psychothérapeute et cofondatrice du voice dialogue, méthode d'inspiration jungienne basée sur le dialogue intérieur.
5. Hal Stone, psychothérapeute et cofondateur du voice dialogue, méthode d'inspiration jungienne basée sur le dialogue intérieur.
6. Clifton Snider, est un auteur jungien américain ayant écrits plusieurs best-sellers aux États-Unis.
7. C.L. Whitfield
8. Sharon Wegscheider-Cruse
9. S. Wolinsky
10. Jean Paul Fluteau
11. Pierre Lassalle
12. Virginie Landelle
13. Isha Lerner
14. Mark Lerner
15. R. Lerner
16. Fritz Riemann

## Chronologie rapide
- 1910 : l'Association Internationale de Psychologie Analytique (« API ») est créée et Jung en est son premier président, et ce jusqu'en 1914

- 1906 : Jung publie Psychologie de la démence précoce

- 1912 : publication de Métamorphoses de l'âme et ses symboles et bannissement de Jung du cercle des psychanalystes attachés à Freud

- 1913 : au XVIIe Congrès International de Médecine organisé à Londres, lors d'une conférence intitulée « General Aspects of Psychoanalysis » Jung décrit sa théorie comme une psychologie analytique

- 1925 : à Zurich a lieu la première conférence de l'Association de Psychologie Analytique intitulée « Psychologie analytique »